# Calle Fresca
La calle Fresca es una vía peatonal del Centro Histórico de la ciudad de Málaga, España. Se trata de una de una estrecha calle de origen medieval que transcurre más o menos paralela a calle Molina Lario, en la zona este del centro histórico, desde la calle Salinas, al sur, hasta Santa María. Tiene una longitud aproximada de unos 85 metros. metros.

## Empedrado artístico
Calle Fresca es conocida por su original empedrado artístico realizado entre 1958 y 1964 durante el desarrollo de un proyecto de renovación urbanística que abarcó además de dicha calle a las vecinas Santiago, Cabello y Correo Viejo.